# 青富苑

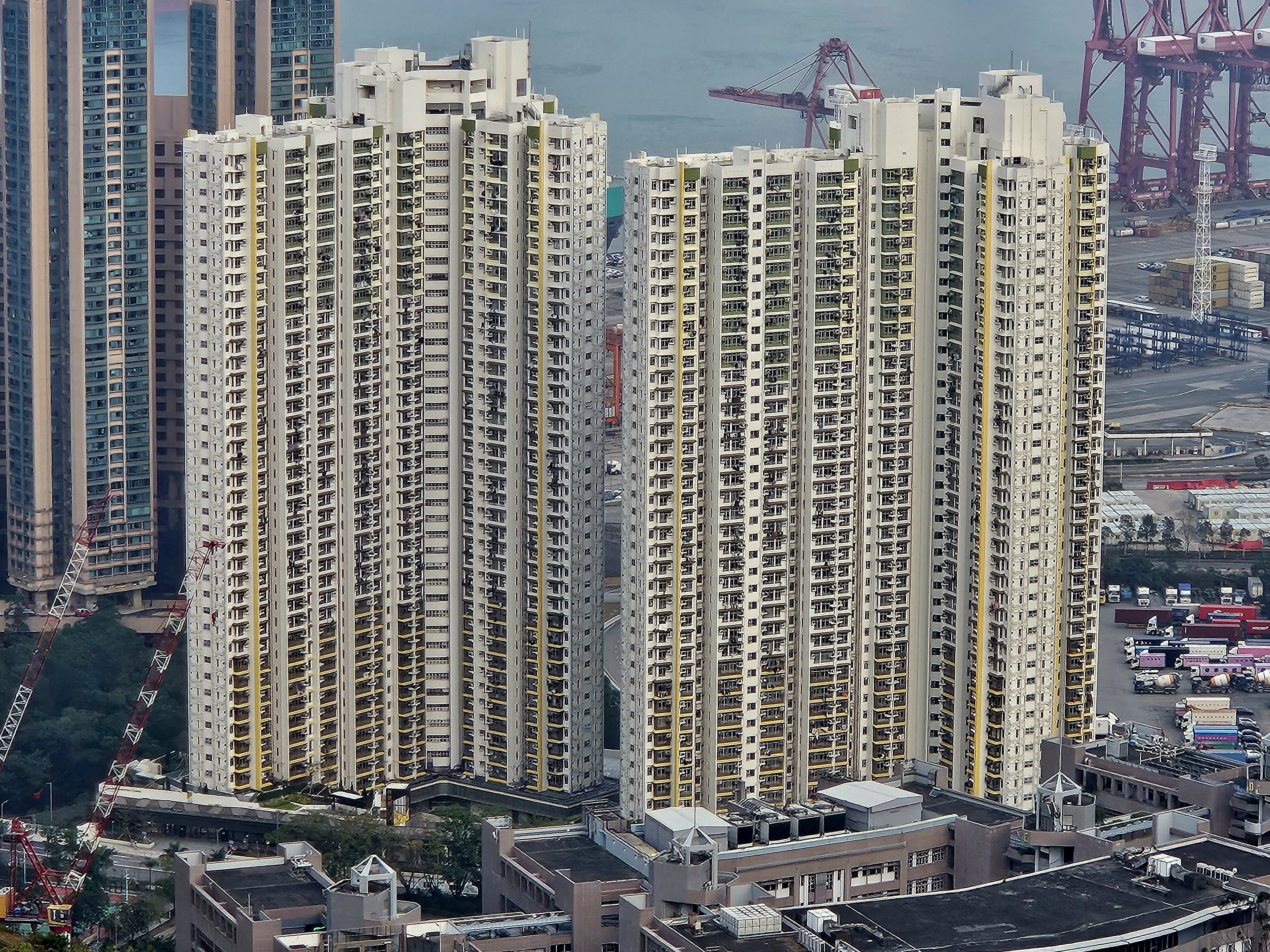
細山角度的青富苑（2024年3月）

青富苑（英語：Ching Fu Court），曾建議命名為青霖苑（英語：Ching Lam Court），是香港房屋委員會其中一個綠表置居計劃（綠置居）屋苑 ，位於香港新界葵青區青衣青衣路18號，鄰近藍澄灣及九號貨櫃碼頭。此綠置居屋苑由房屋署總建築師（6）負責整體設計、關黃建築師有限公司負責詳細設計，並由中國建築承建。青富苑關鍵日期為2023年5月31日，但按照房委會向葵青區議會提交的文件，顯示屋苑將提早至2022年11月完工。2023年1月11日起，大部分業主已陸續收到房署寄出通知要盡快處理按揭及律師樓，當屋苑收到滿意紙後的14天內收樓；其後，屋苑於同年3月7日獲發入伙紙，隨即開展入伙程序。

## 歷史
青富苑所在土地原先為劃作綠化用地的斜坡，更前身為前美孚油庫一部分，曾規劃作工業用地。此項目原擬興建5座、共3800伙公營房屋。但在城規會反對下，則減少至興建2幢，北面土地維持為休憩用地。及後政府把用途由公營房屋更改為綠置居出售，把所有單位於2019年3月列入綠表置居計劃，並與柴灣另一個綠置居蝶翠苑一併於同年12月接受申請，翌年6月29日起揀樓。而在同年11月，屋苑名稱由青霖苑改為青富苑。
屋苑推售呎價為5,460元，售價介乎約82萬至273萬，其中售273萬的單位為綠置居計劃2019售價最高的單位。
「綠置居2019」最後一批申請人已於2020年12月9日揀樓。但是，由於發售的兩個屋苑提供的單位面積並不理想，未顧及家庭客需要，加上局勢及疫情初期影響，青富苑在最後一日推售後，仍有516伙未售；其後，該等單位亦曾連同「撻訂」單位一併於「綠置居2020/21」出售，但仍有164伙未售，最終需兩度於「特快公屋編配計劃」中出售予正在輪候公屋的合資格申請人，一方面把餘下單位全數出售，另一方面用以加快申請人置業的步伐。

## 屋苑資料

### 樓宇
屋苑由2座樓高40層的樓宇組成，合共2868伙單位，實用面積187至471平方呎。
| 樓宇名稱（座號） | 樓宇類型                    | 落成日期 | 樓宇層數 | 每層伙數                 | 單位數目（伙） | 建築師                                   | 承建商   | 提供升降機的廠商 | 原訂樓宇名稱 |
| ---------------- | --------------------------- | -------- | -------- | ------------------------ | -------------- | ---------------------------------------- | -------- | ---------------- | ------------ |
| 青盈閣（A座）    | 非標準設計大廈 （十字長型） | 2023     | 40       | 36                       | 1,440          | 房屋署總建築師（6）、 關黃建築師有限公司 | 中國建築 | 蒂森克虜伯       | 青霖苑歡霖閣 |
| 青隆閣（B座）    | 非標準設計大廈 （十字長型） | 2023     | 40       | 36（3-40樓） 30（1-2樓） | 1,428          | 房屋署總建築師（6）、 關黃建築師有限公司 | 中國建築 | 蒂森克虜伯       | 青霖苑喜霖閣 |

### 設施
屋苑設有兒童遊樂場、羽毛球場、園景設施，以及位於兩座樓宇下方的停車場。此外，在青隆閣靠近青衣路一側，亦設有一座2層高街舖式商場，名為青富商場。
而在兩座樓宇的地下，則設有幼稚園、特殊幼兒中心、早期教育及訓練中心、長者中心及嚴重肢體傷殘人士綜合支援服務中心（當中除幼稚園外，均由政府撥款興建）。當中，青盈閣地下的幼稚園為宏福幼稚園，將由同區的青怡花園遷入。

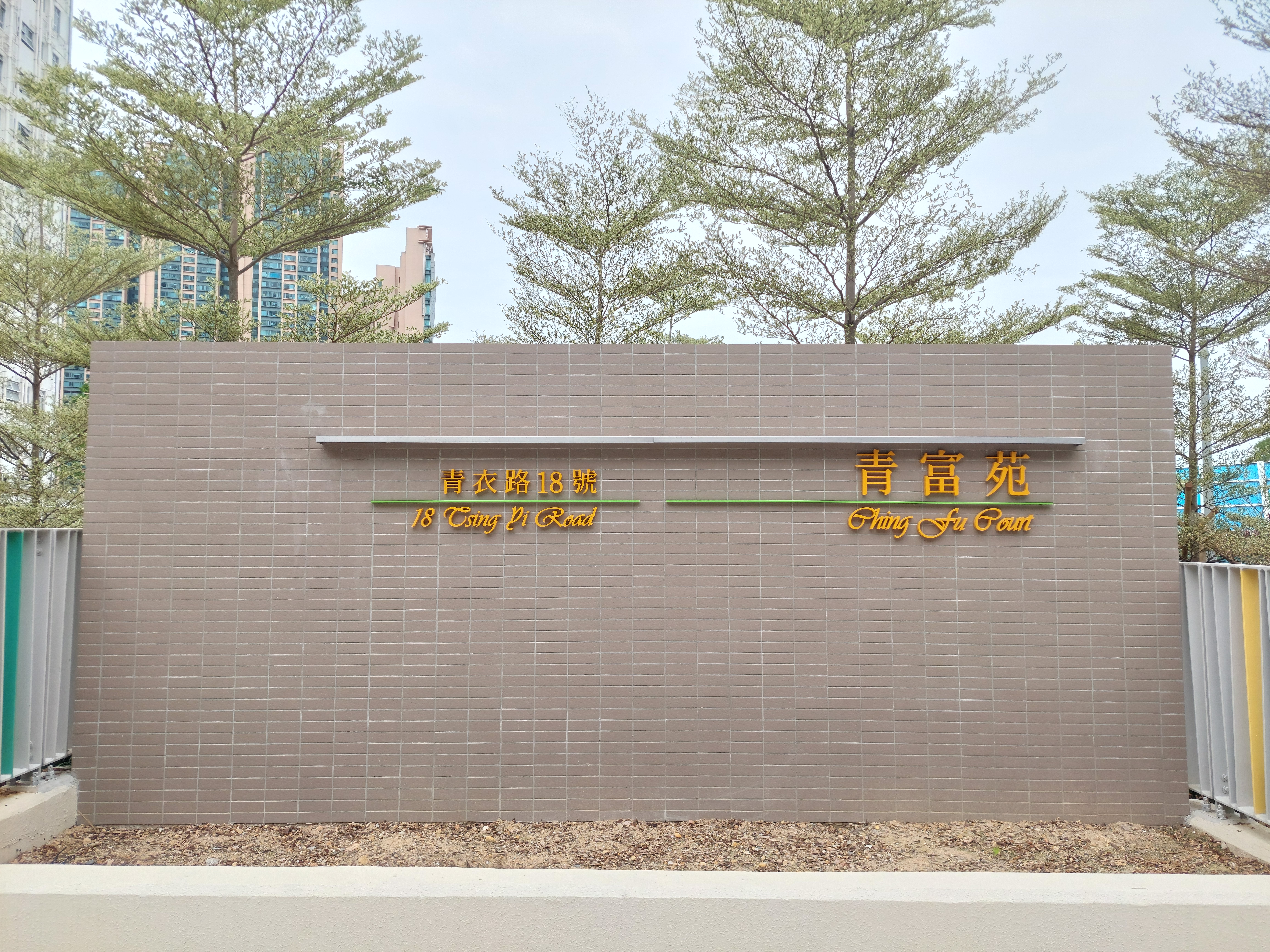
入口門牌
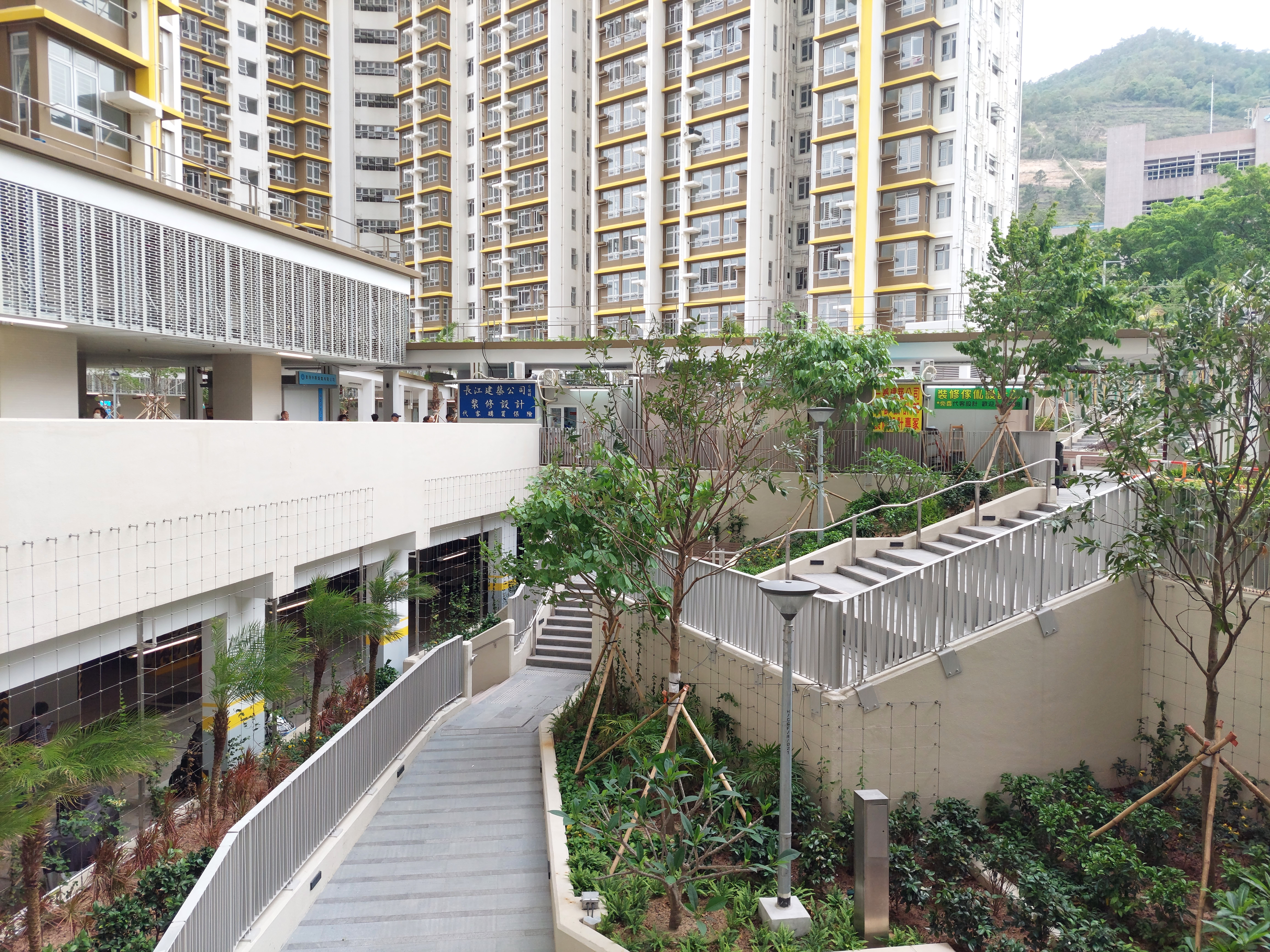
屋苑中央的下沉式廣場
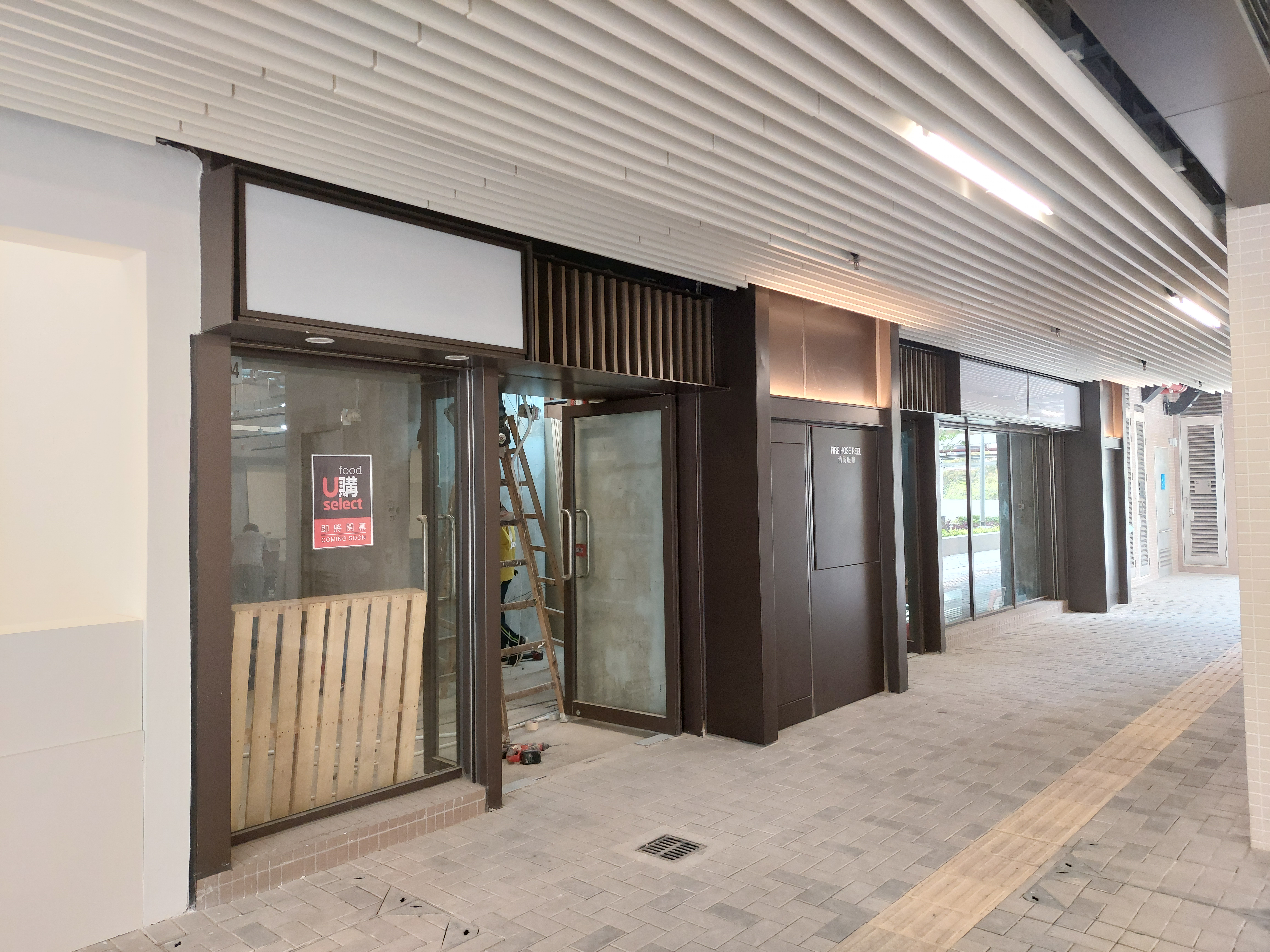
入伙初期的商場店舖
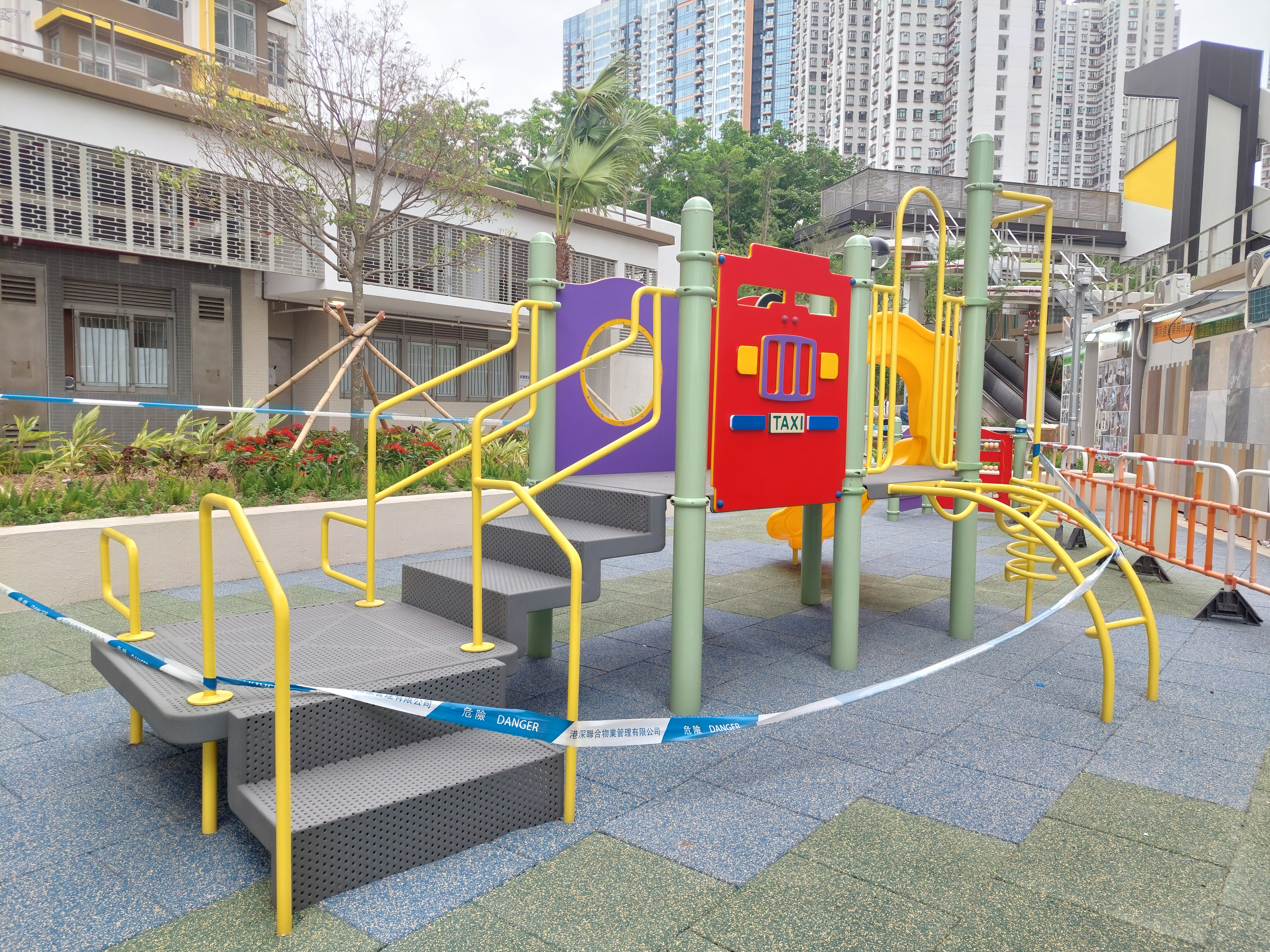
兒童遊樂場
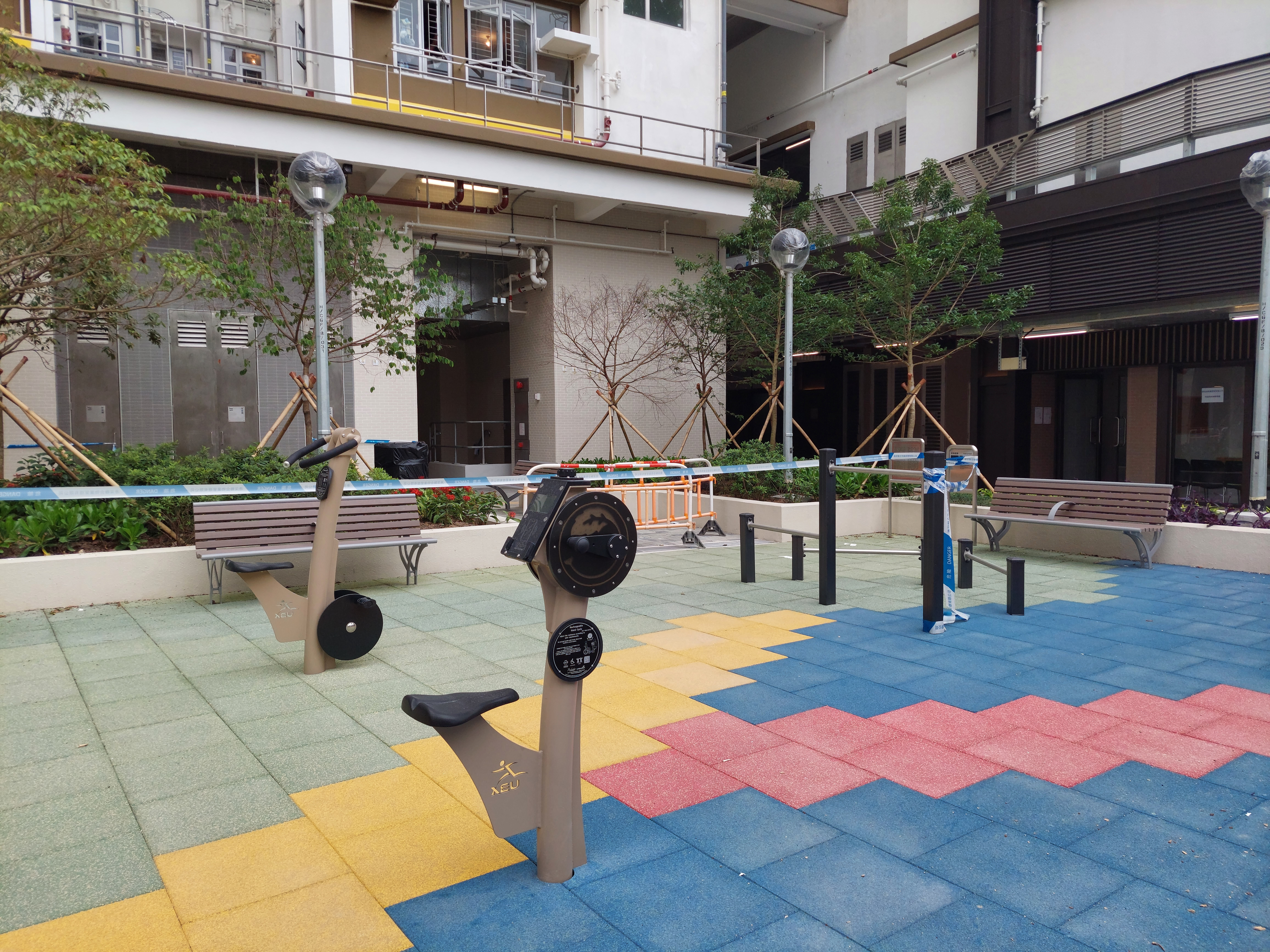
健身設施
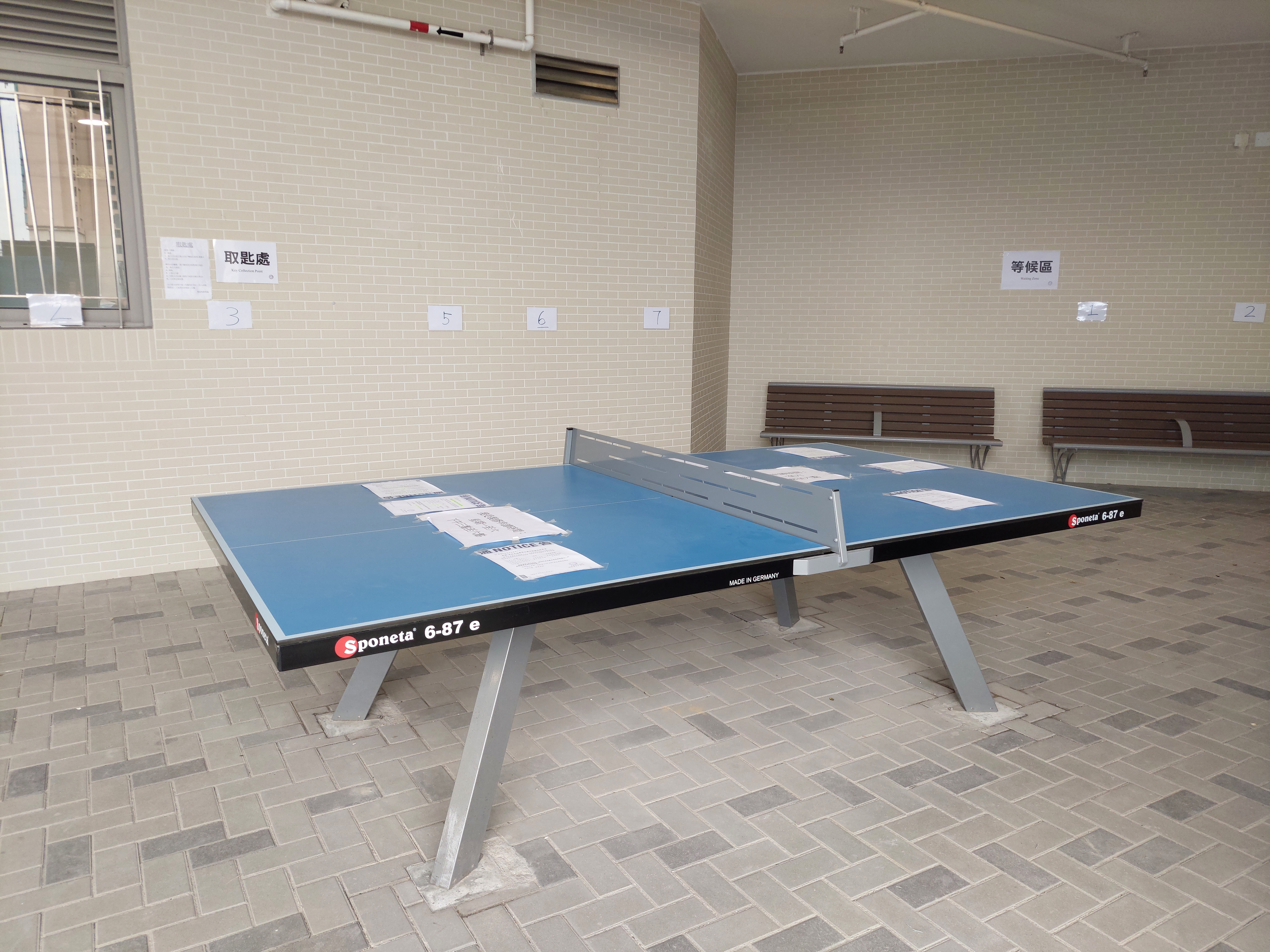
B座地下的乒乓球枱
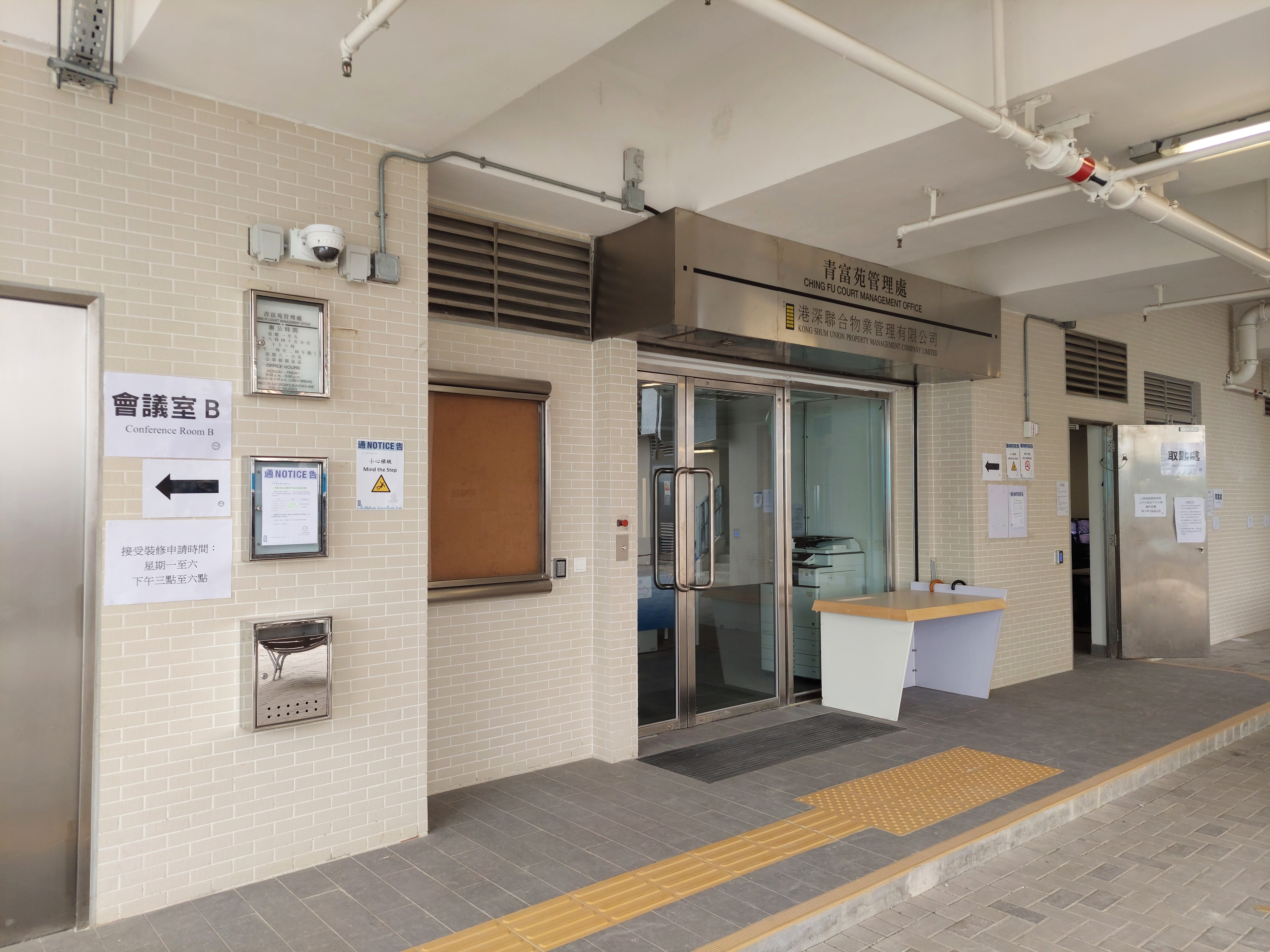
管業處
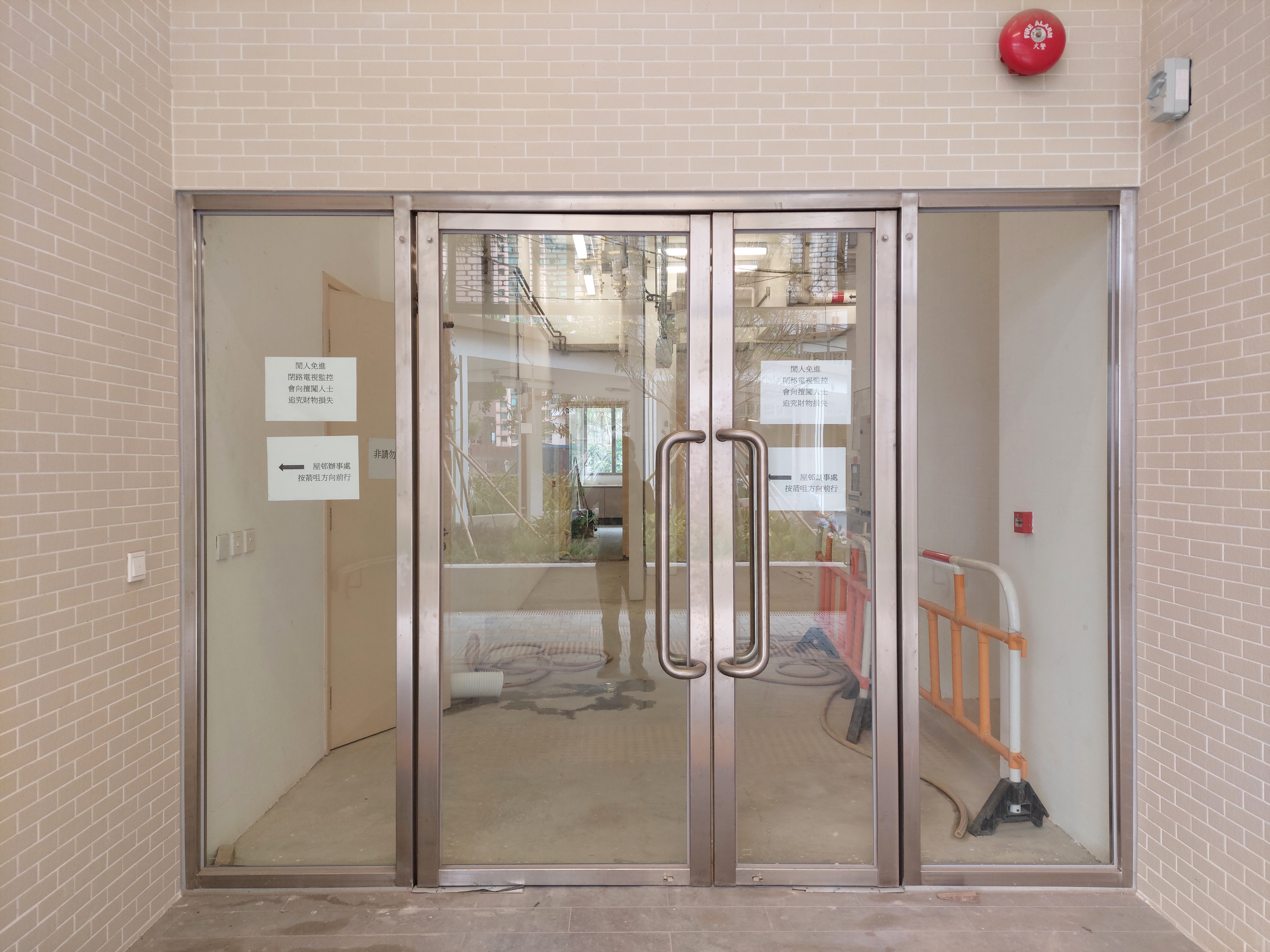
裝修中的宏福幼稚園
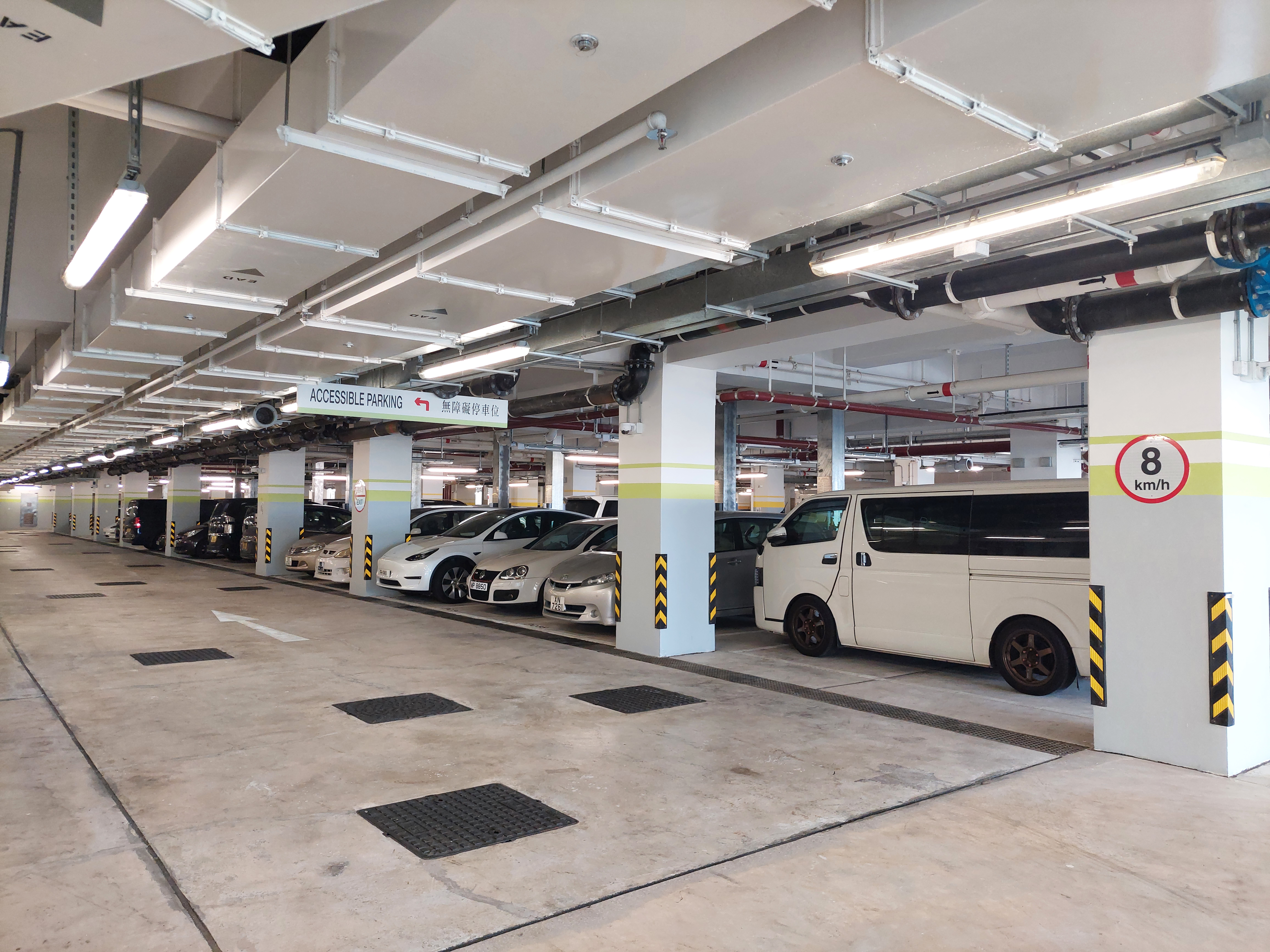
停車場
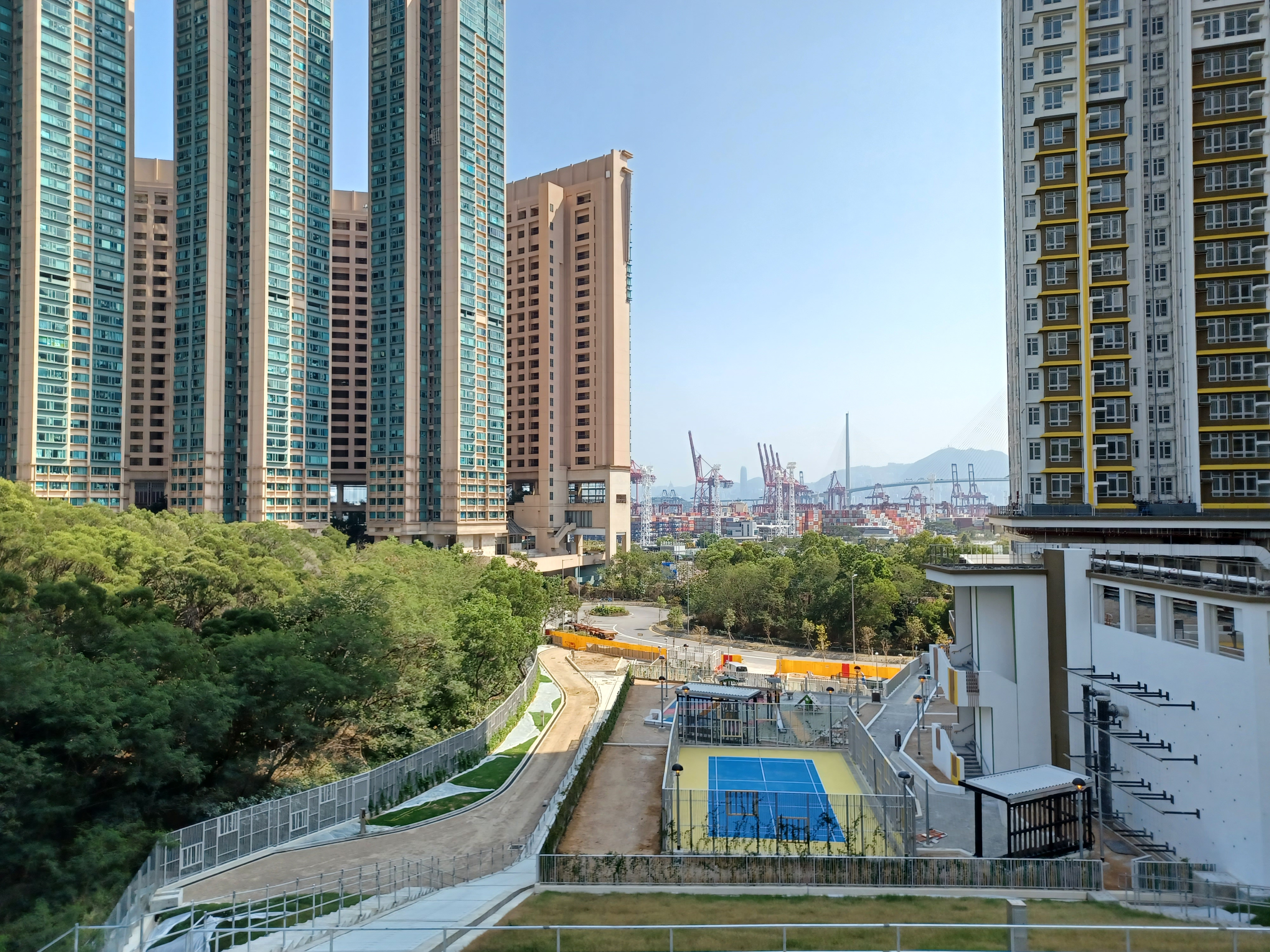
羽毛球場

## 興建期間的圖片庫

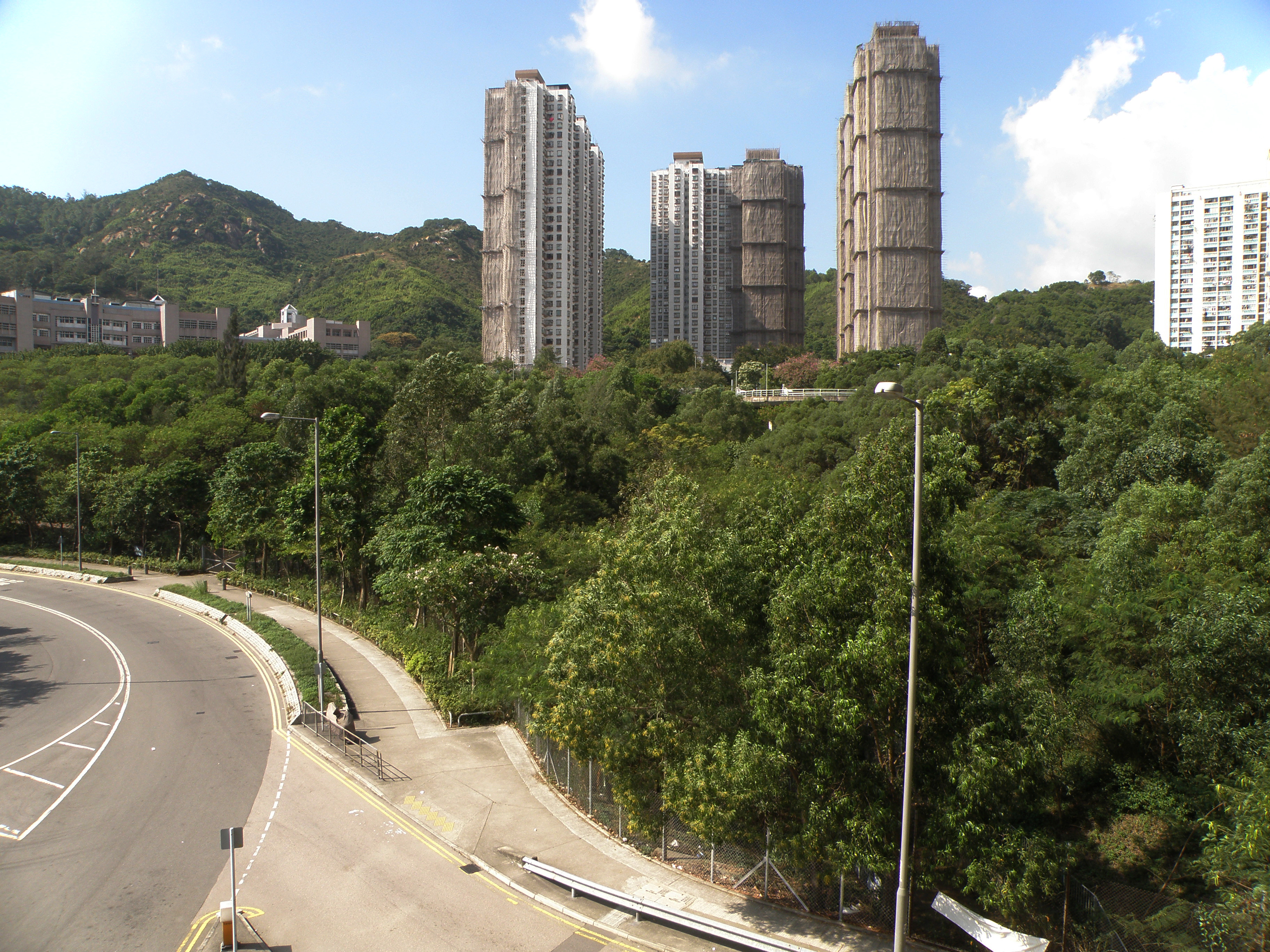
動工前為綠化帶 （2015年11月）
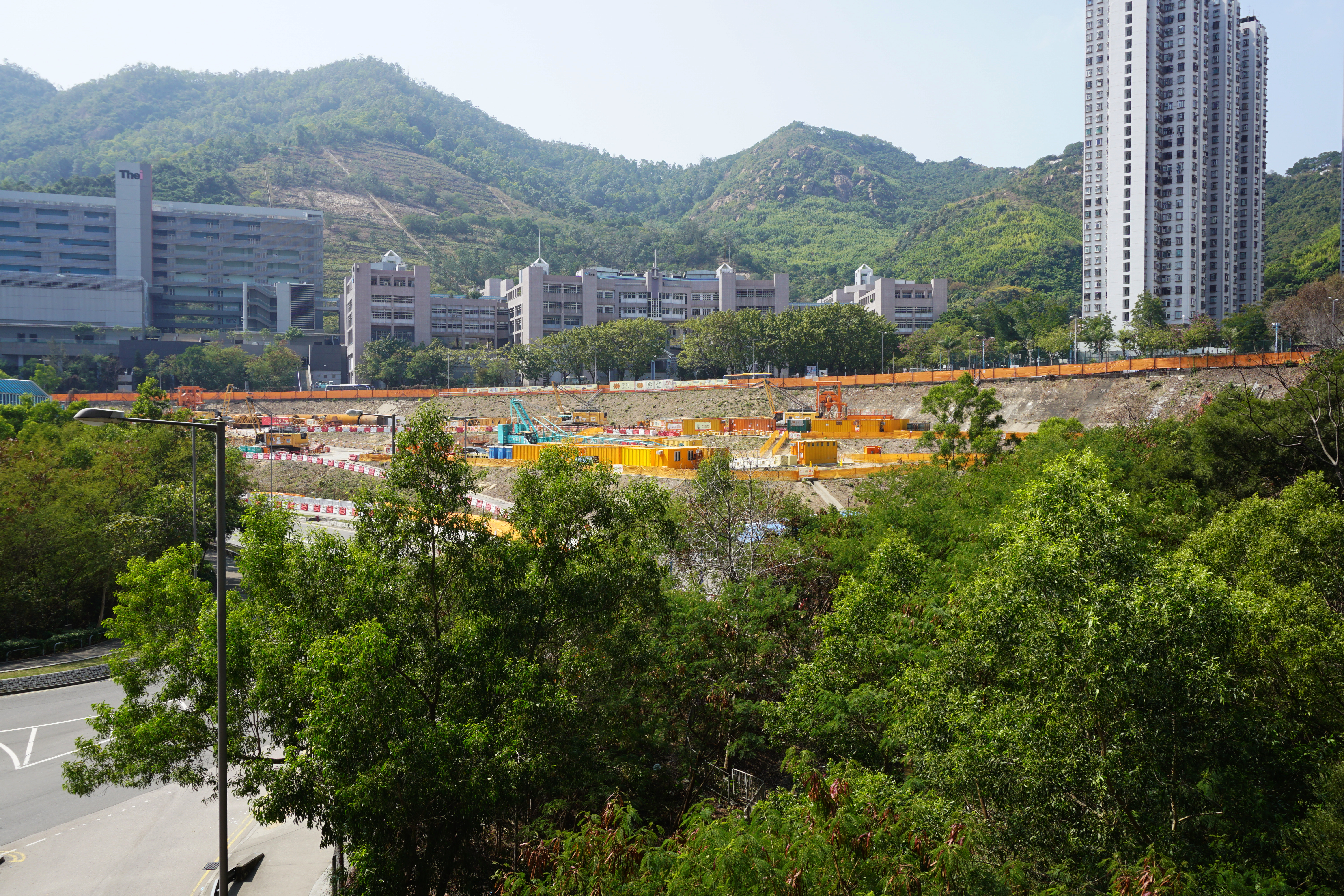
土地平整（2018年2月）
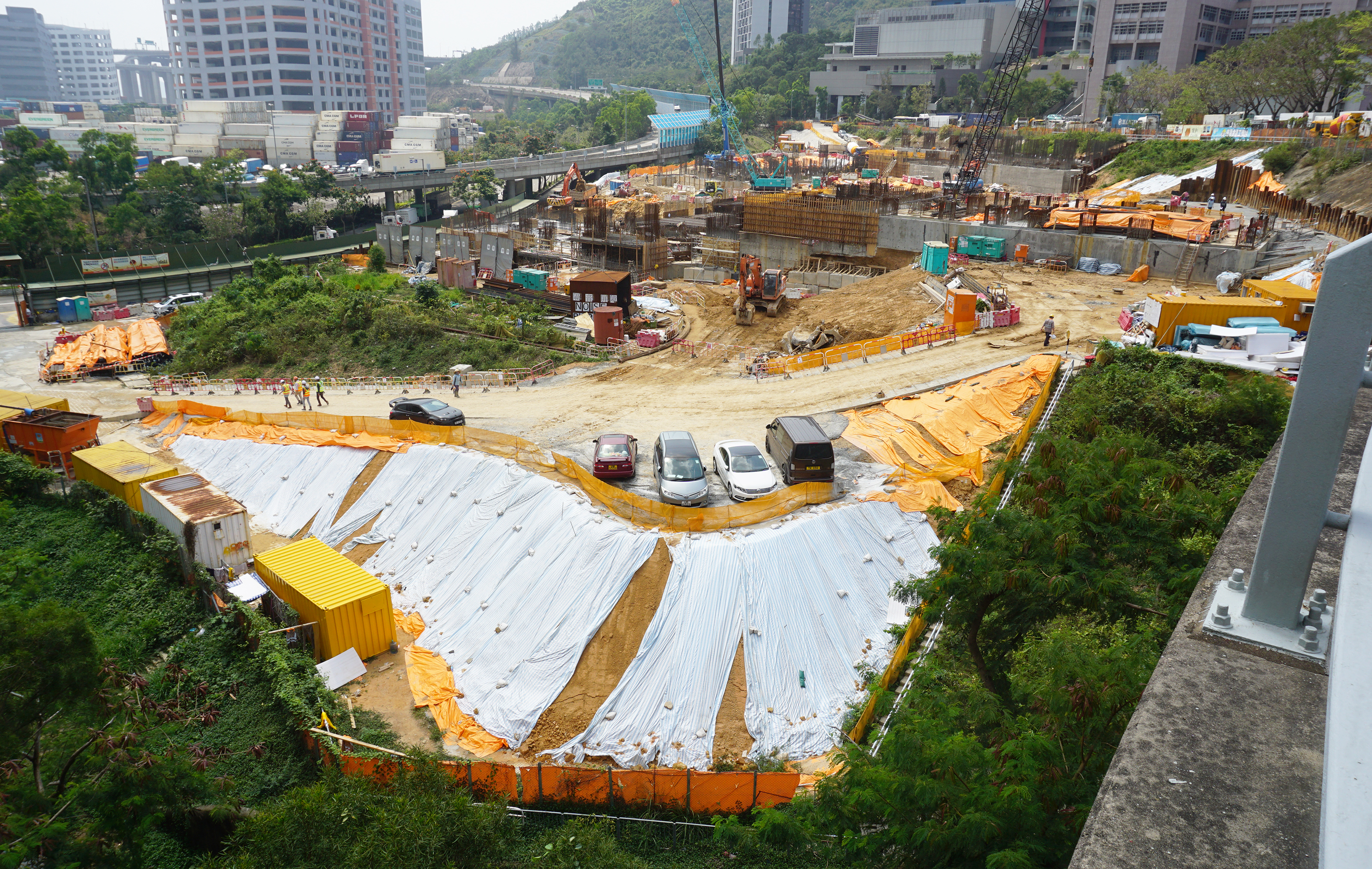
2019年3月
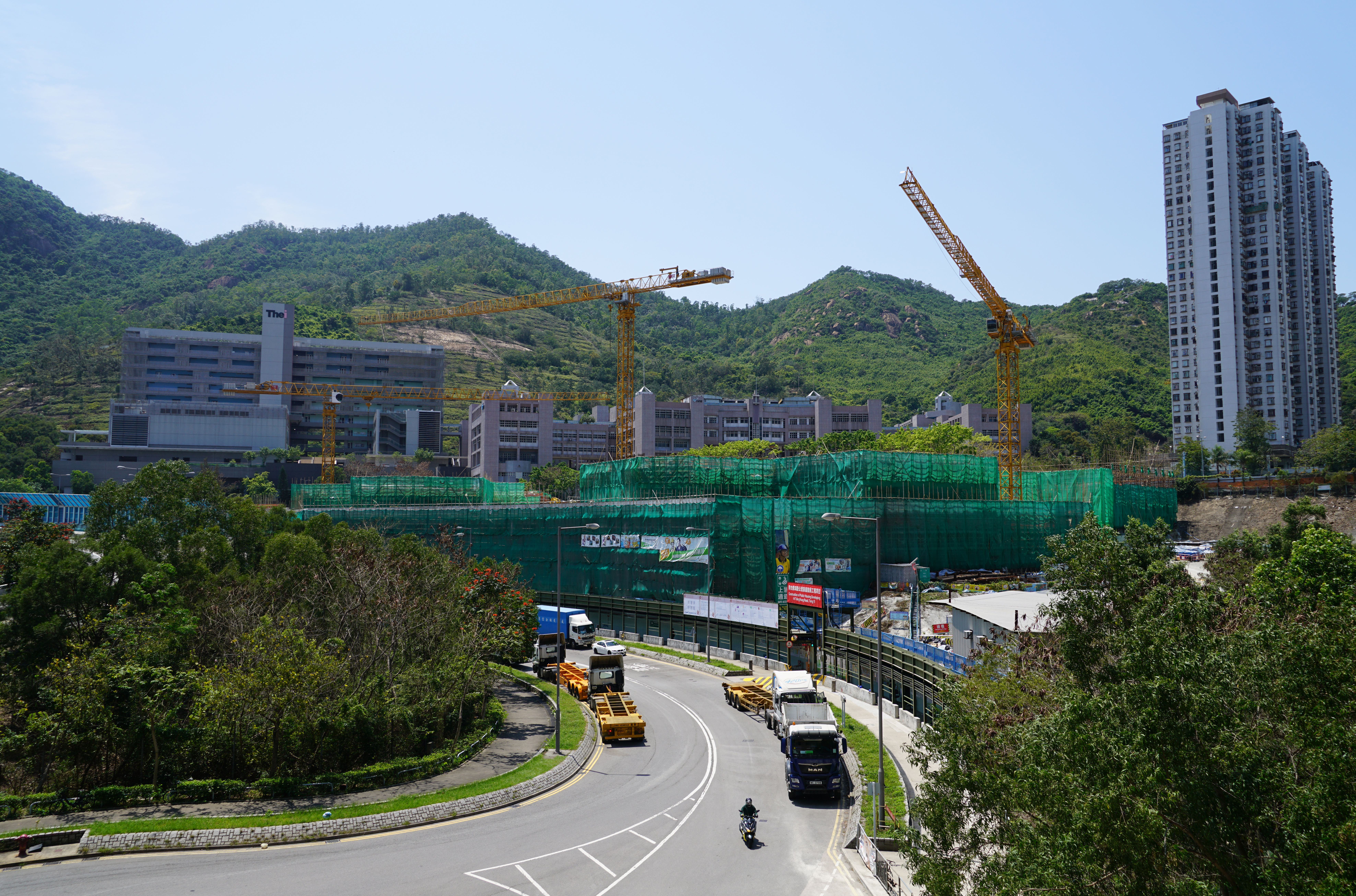
興建至平台層 （2020年4月）
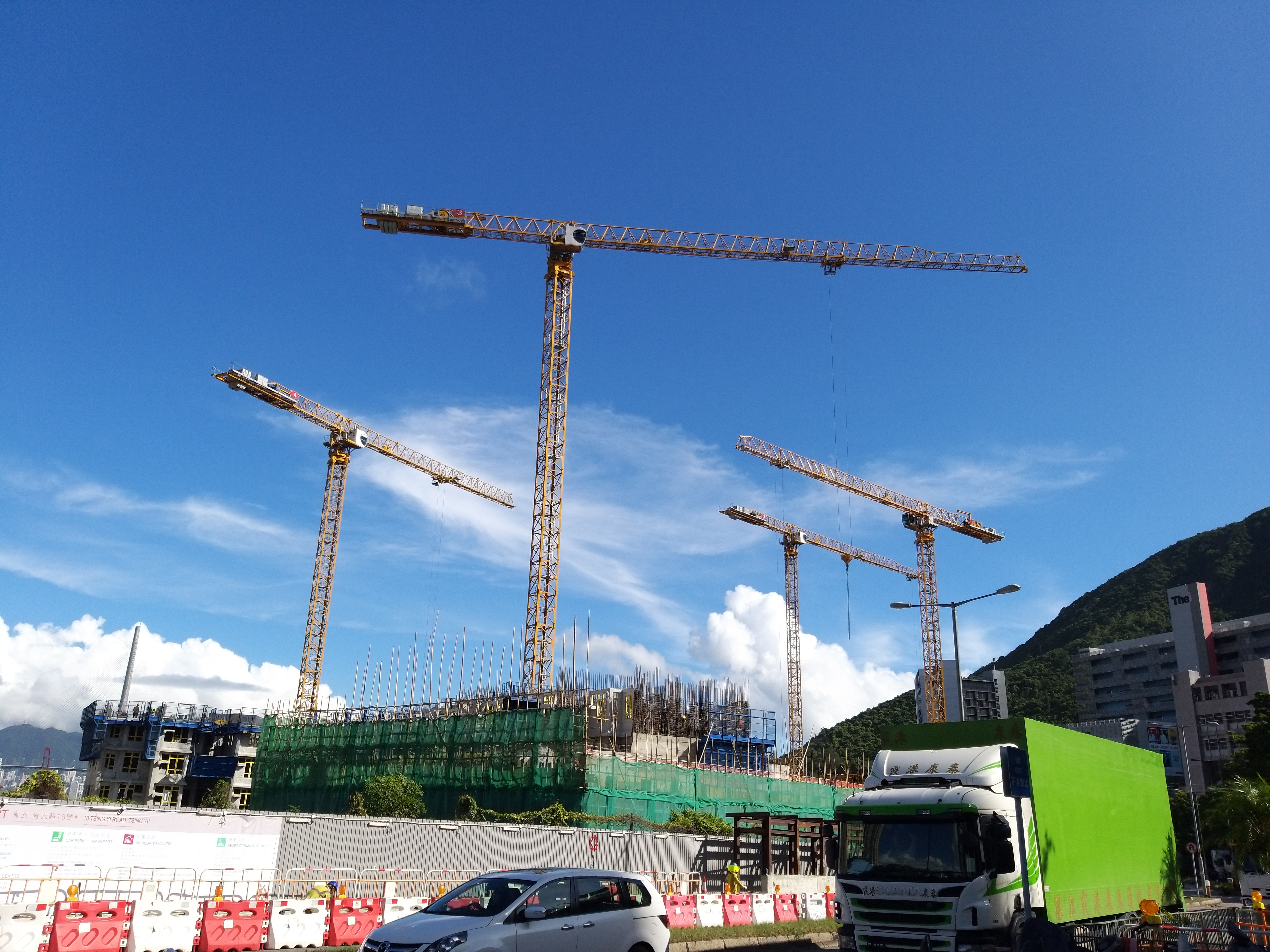
2020年7月
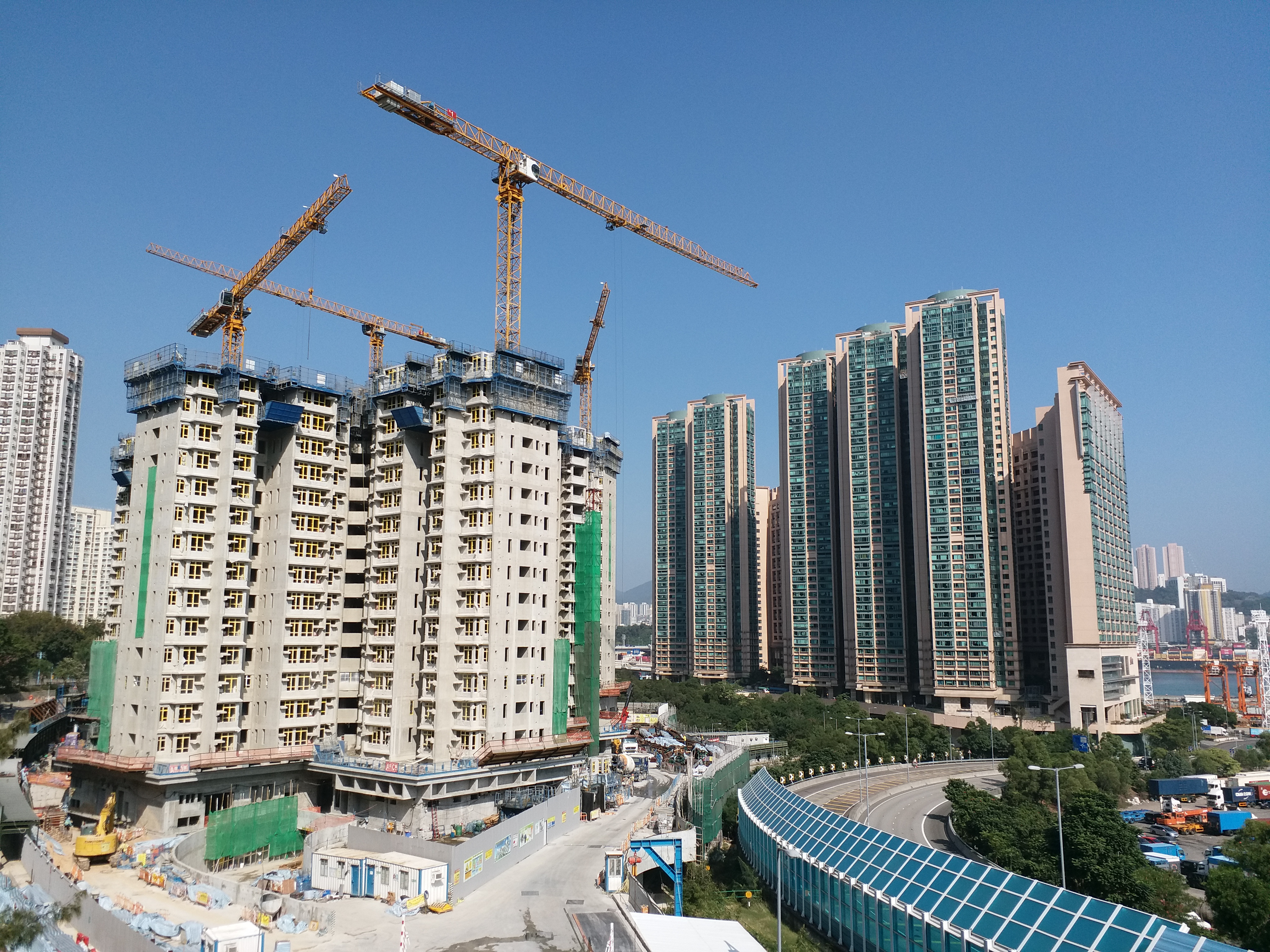
由青衣THEI大樓望向興建中之青富苑青盈閣與藍澄灣（2020年11月）
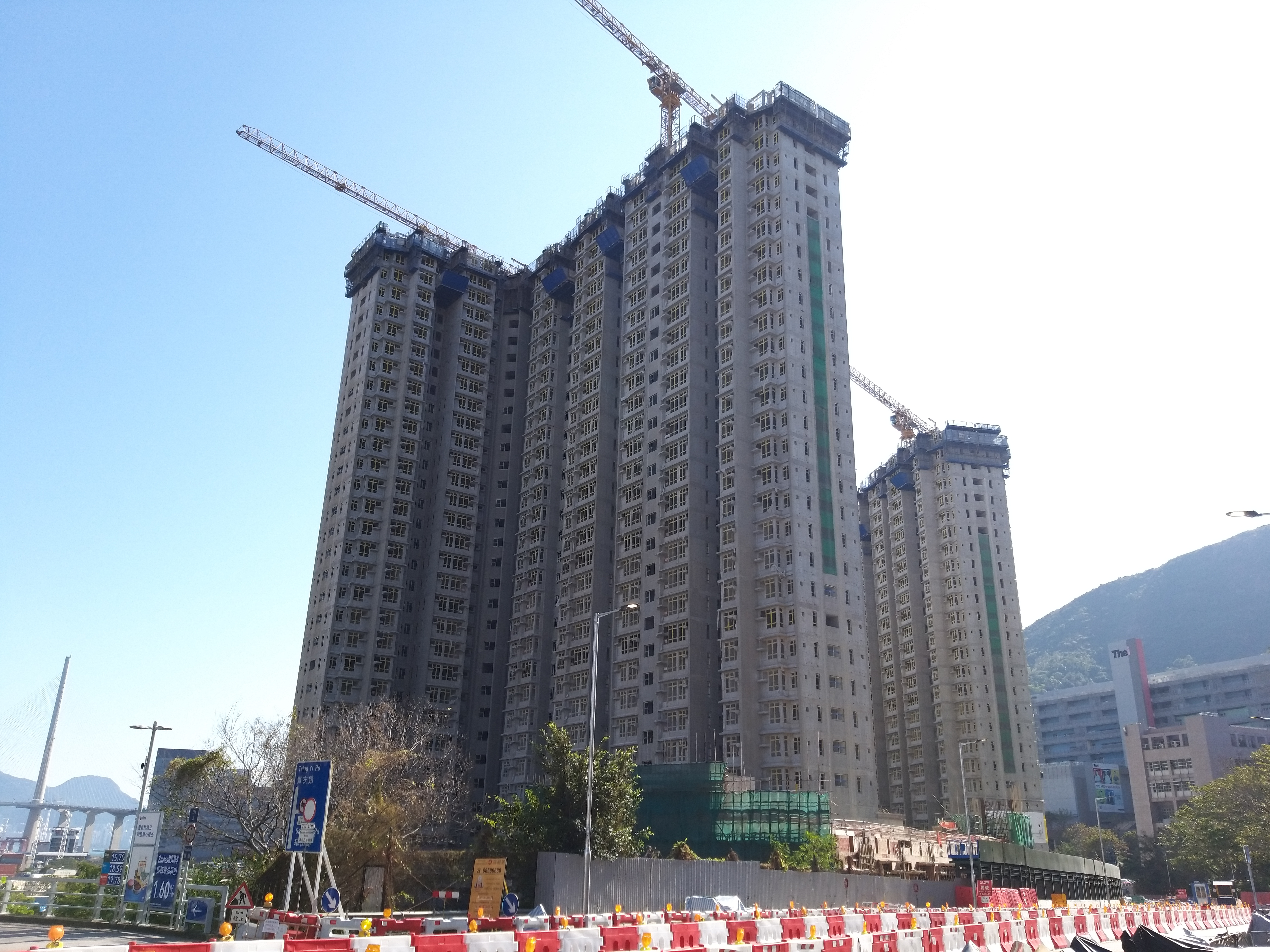
2021年2月
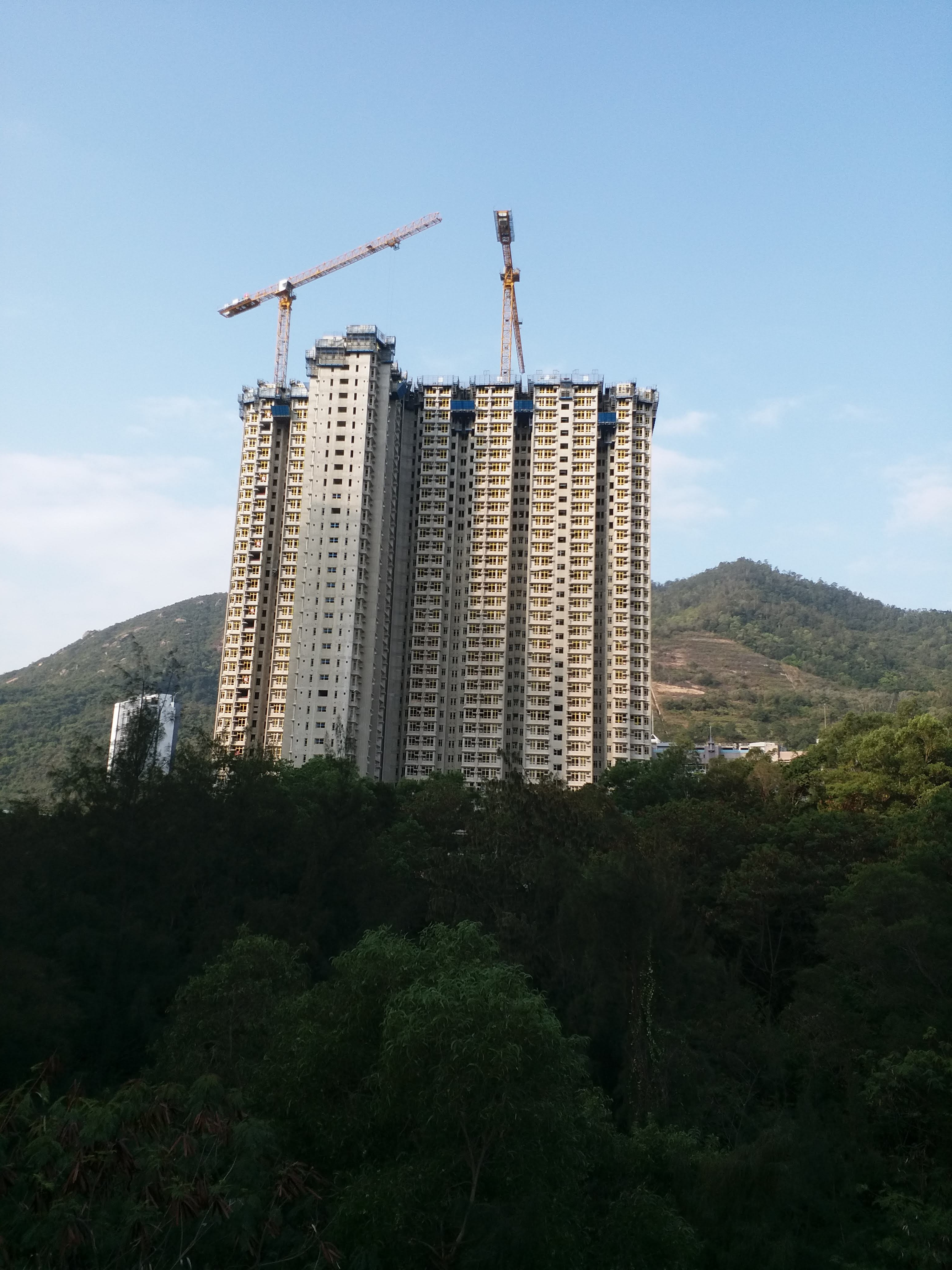
2021年3月
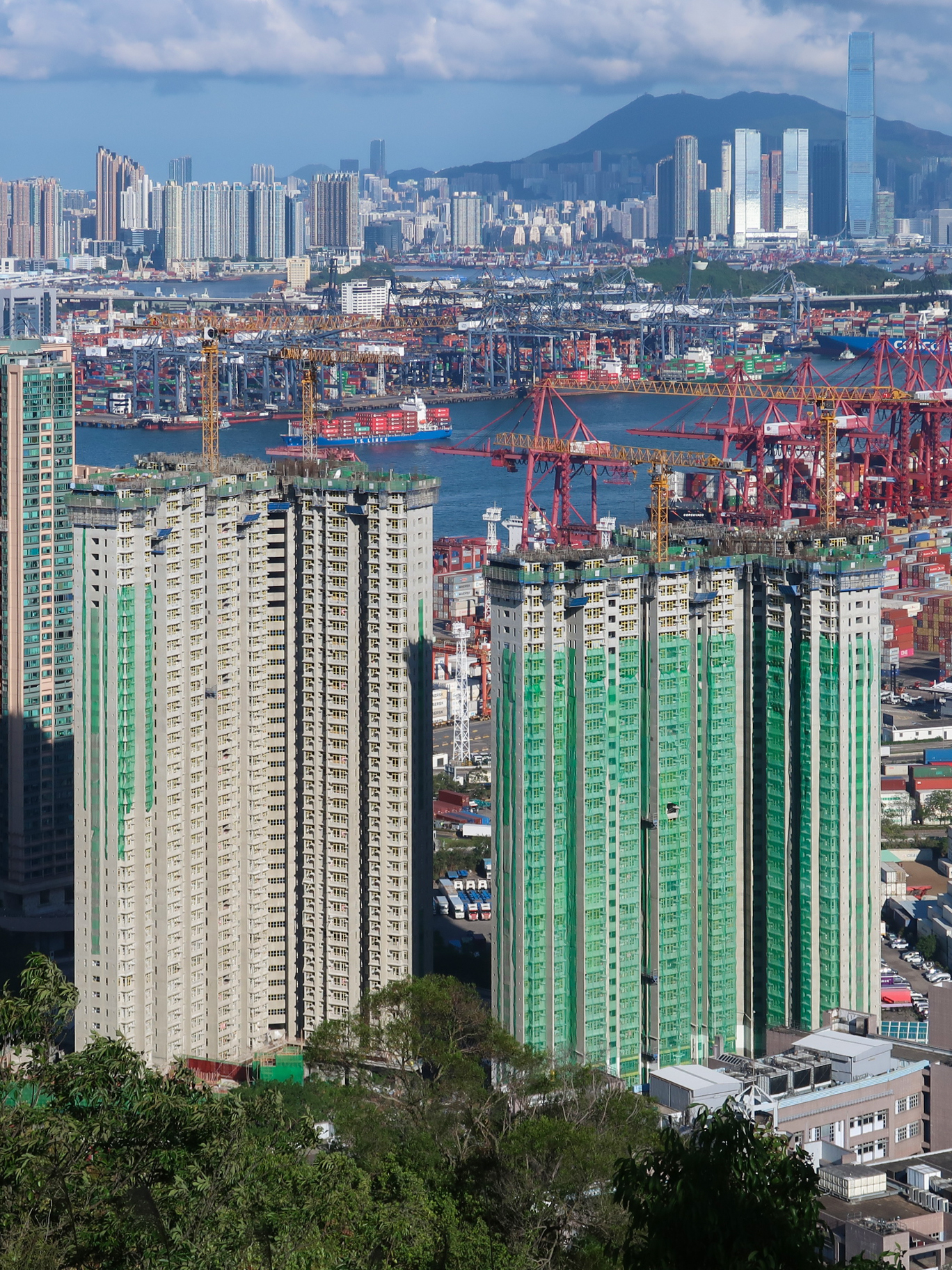
細山角度的青富苑（2021年5月）
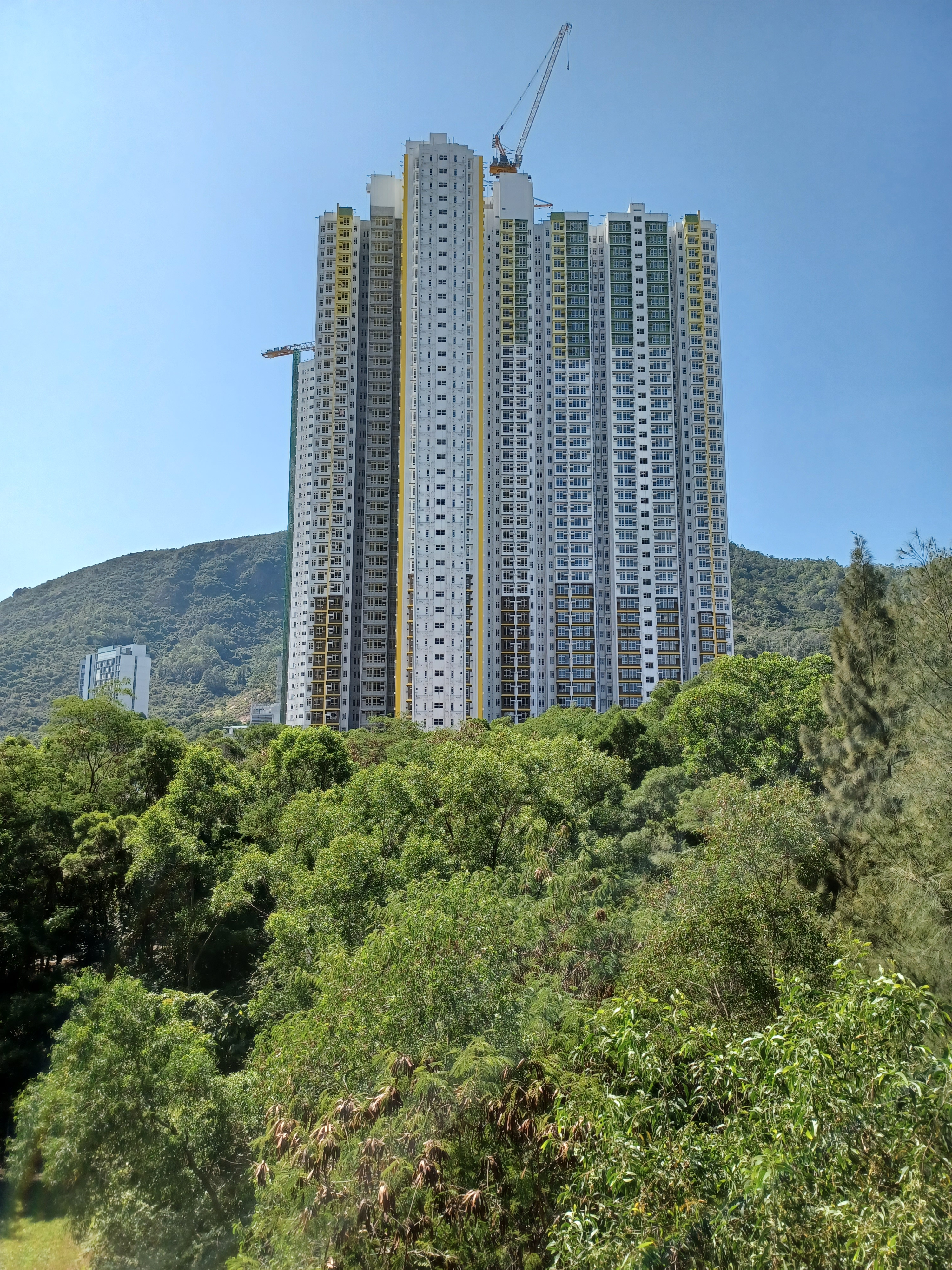
2022年2月
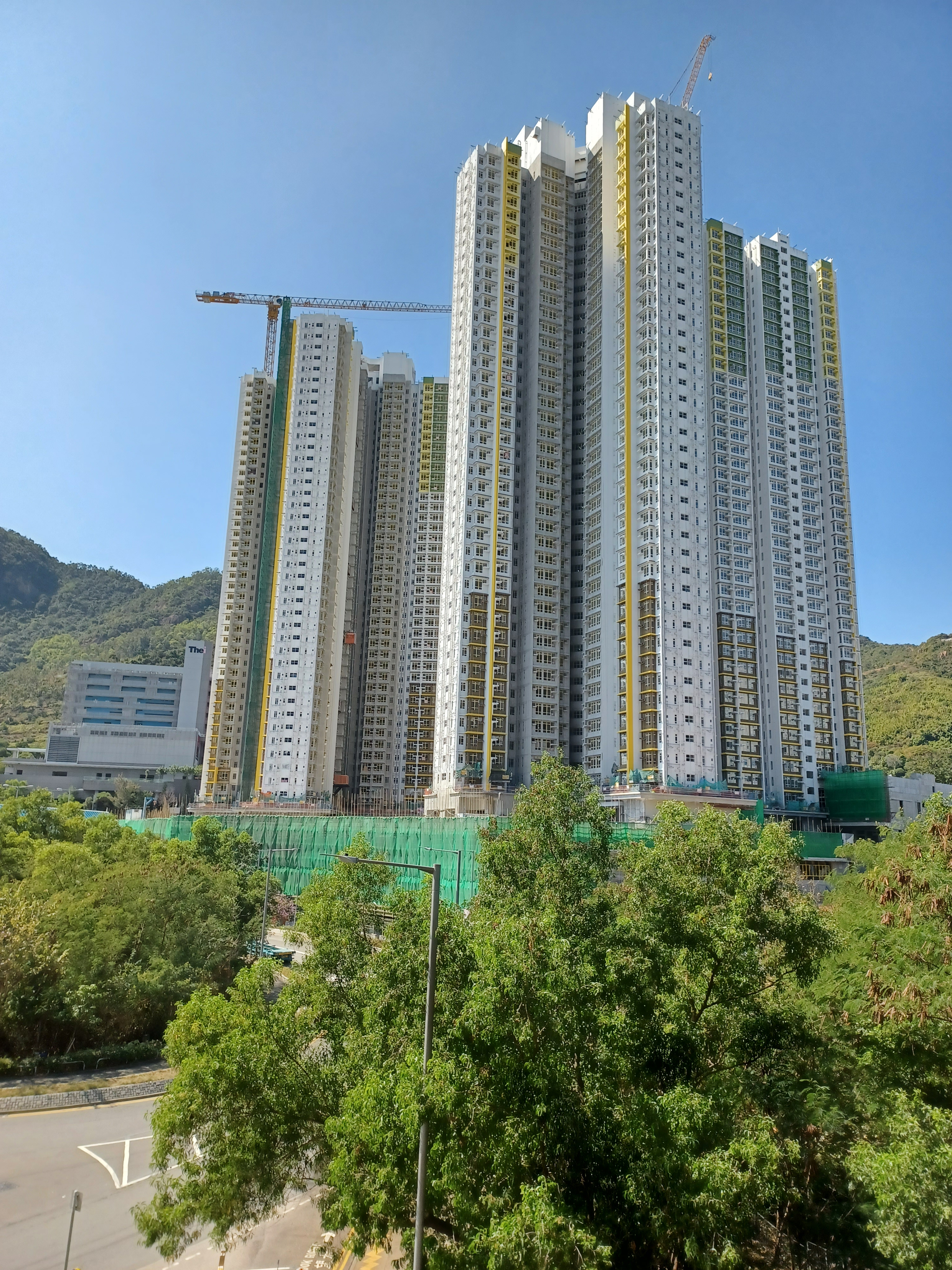
2022年2月
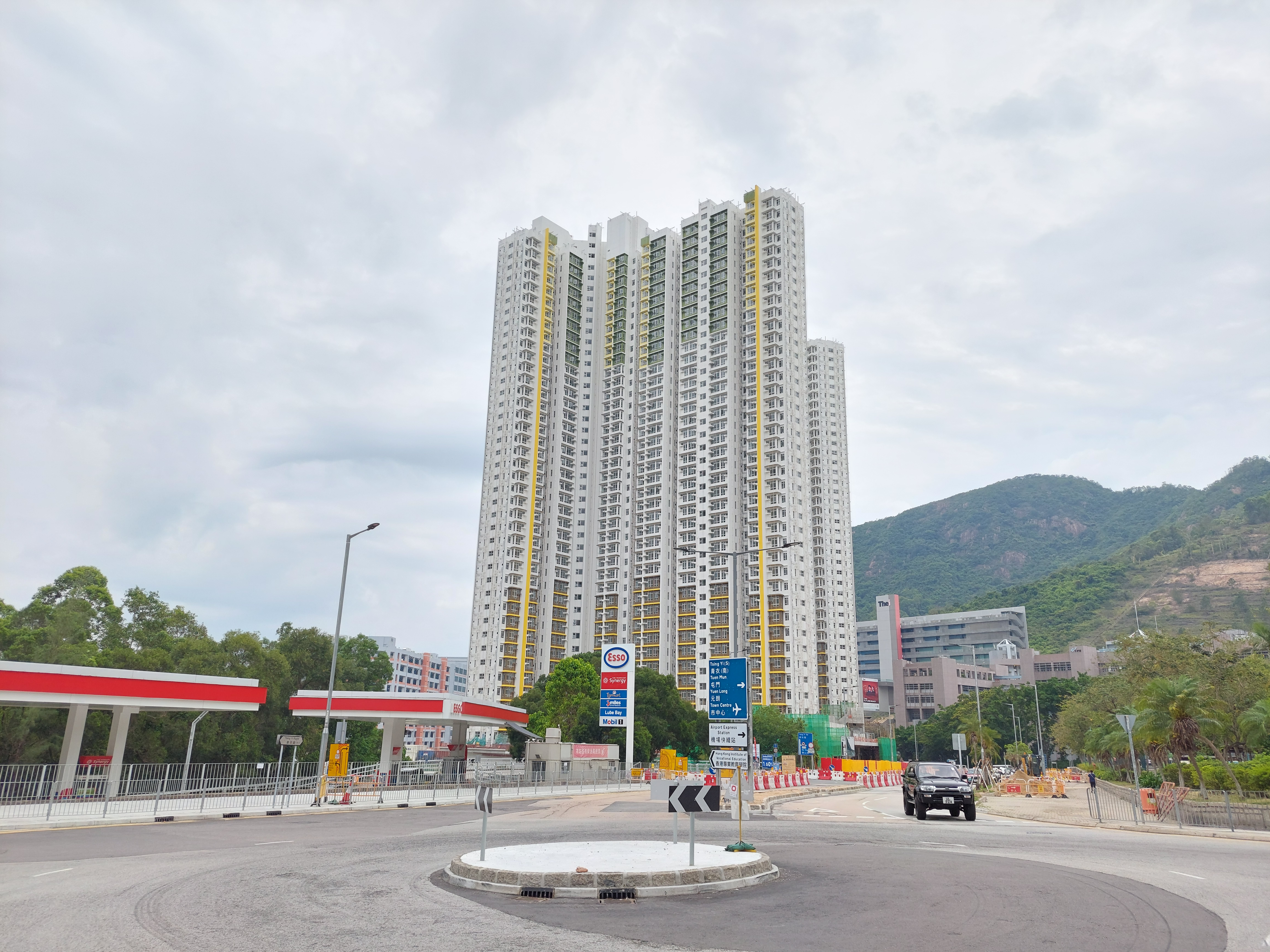
2022年5月
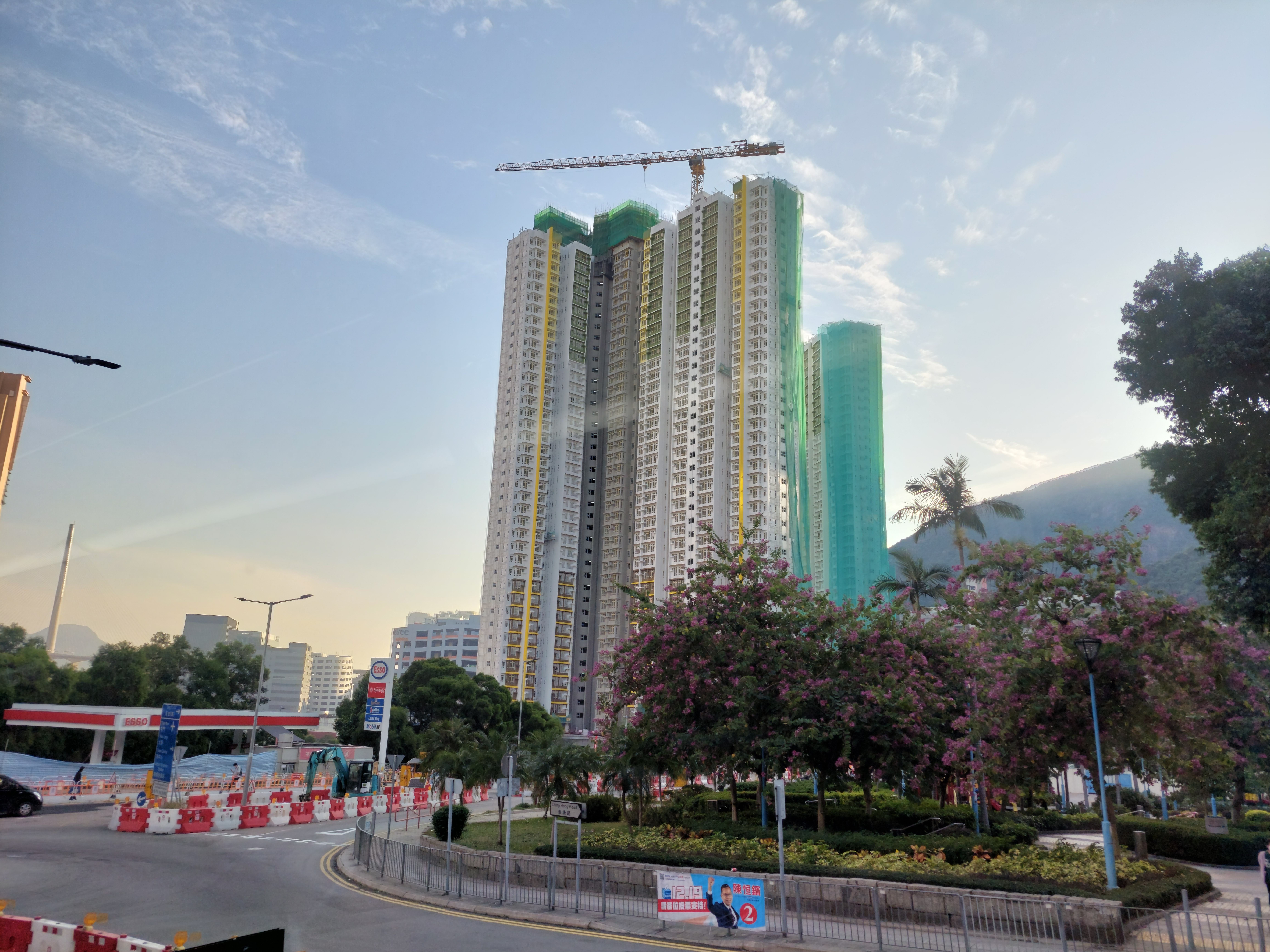
剛封頂（2022年11月）
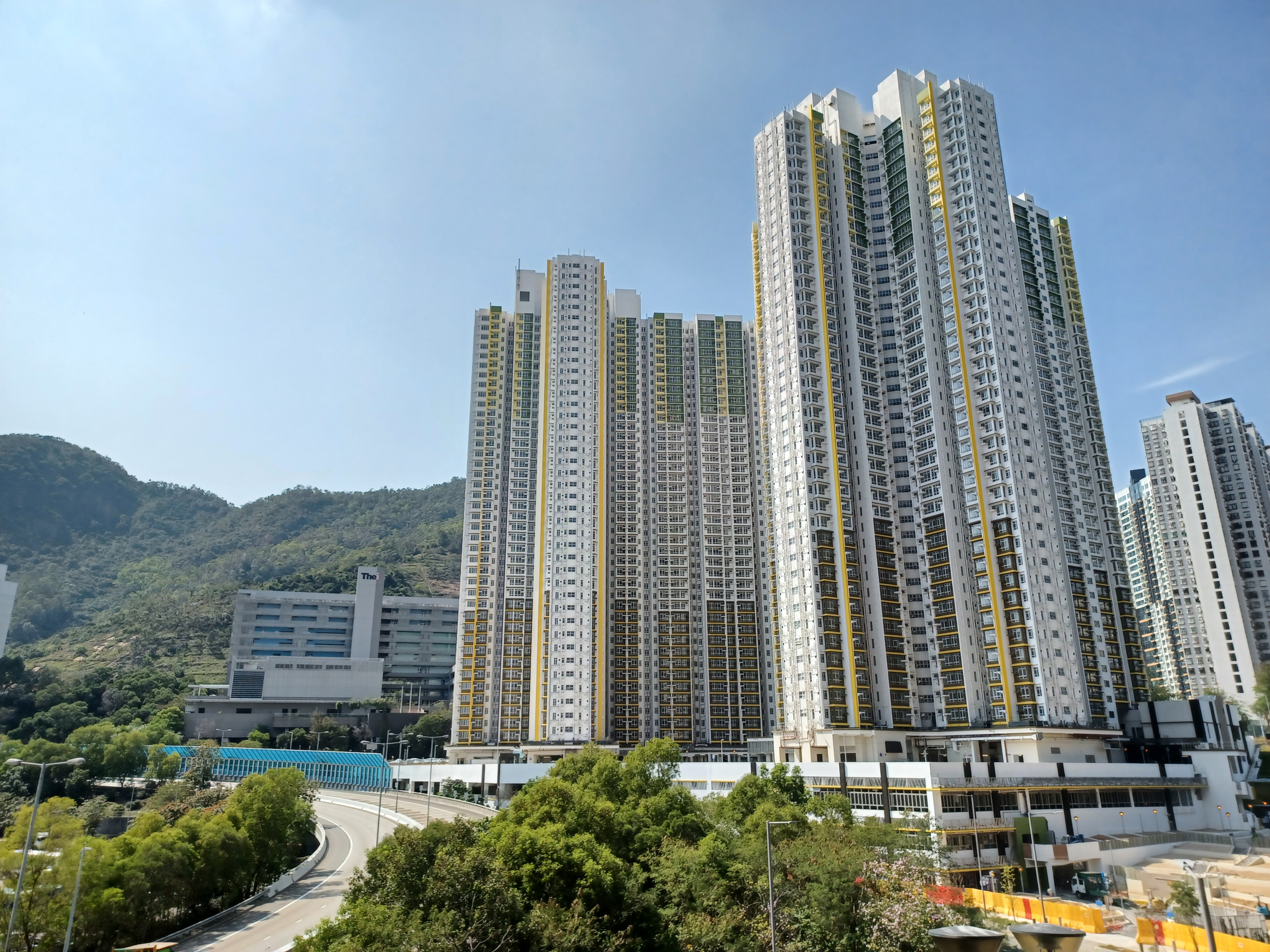
2023年2月
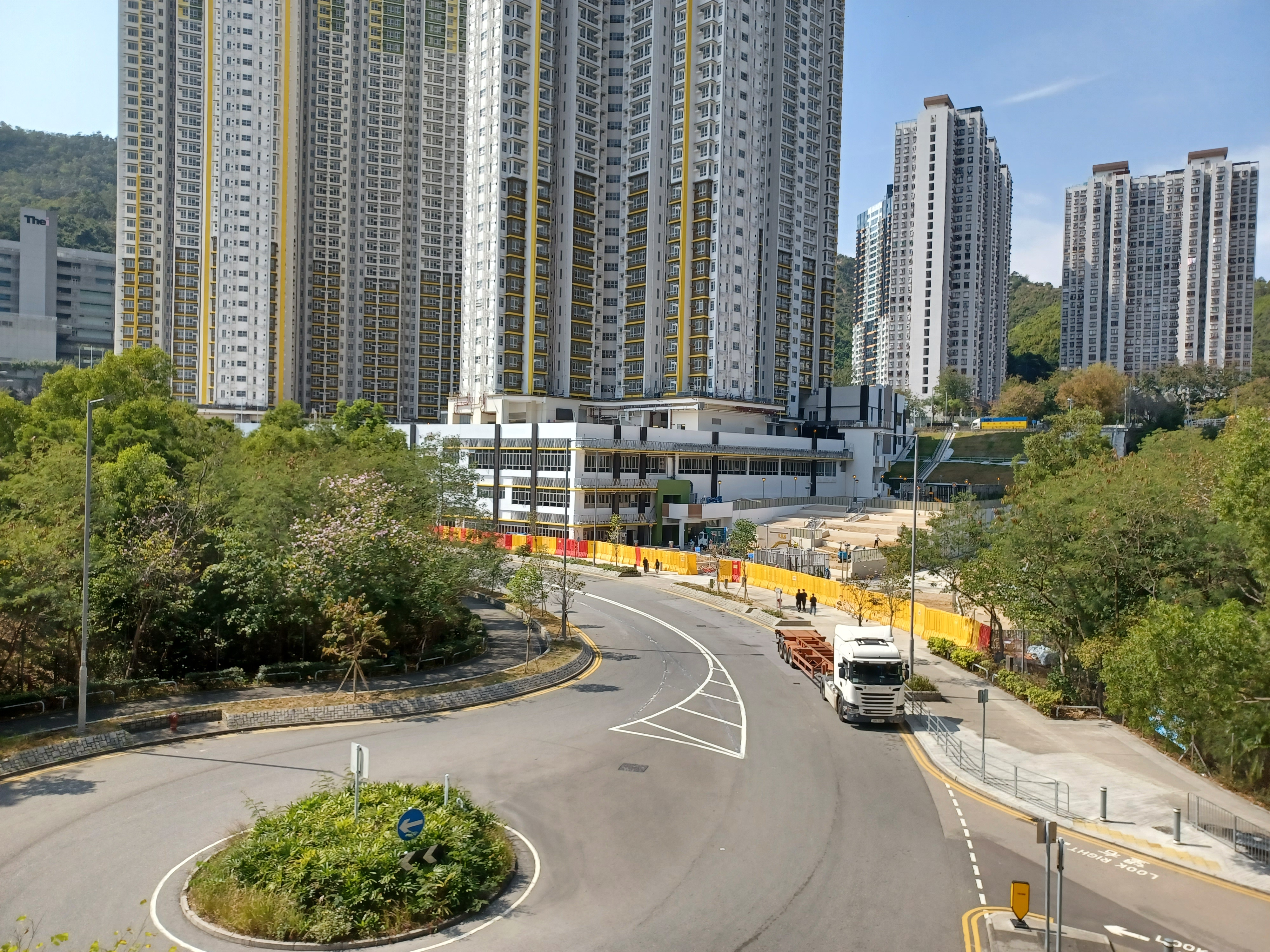
青富苑基座（2023年2月）

## 附近建築
- 藍澄灣
- 美景花園
- 明翹匯
- 香港專業教育學院青衣分校
- 葵青貨櫃碼頭
- 青俊苑

## 外部連結
- 香港房屋委員會-出售綠表置居計劃單位2019-青富苑（页面存档备份，存于）
- 房委會物業位置及資料 青富苑 （页面存档备份，存于）